# 上浅羽村
上浅羽村（かみあさばむら）は静岡県の西部、山名郡・磐田郡に属していた村である。
袋井市中心部の南方、おおむね原野谷川・小笠沢川の左岸にあたる。

## 地理
- 河川：原野谷川、小笠沢川

## 歴史

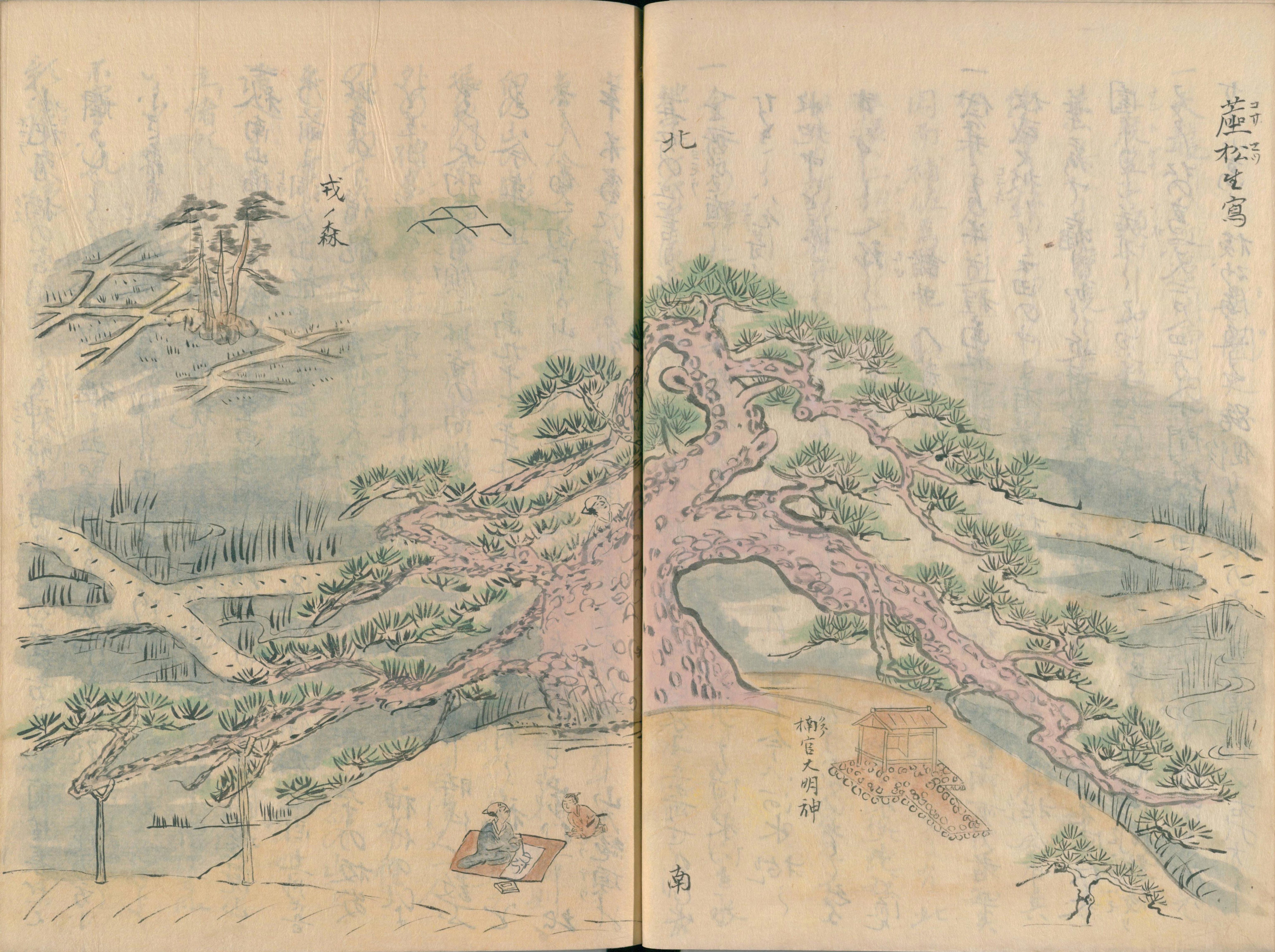
「諸井のひらき松」を描いた江戸時代の彩色画（「蓙松生寫」藤長庚編集『遠江古蹟圖會』1803年。国立国会図書館蔵）

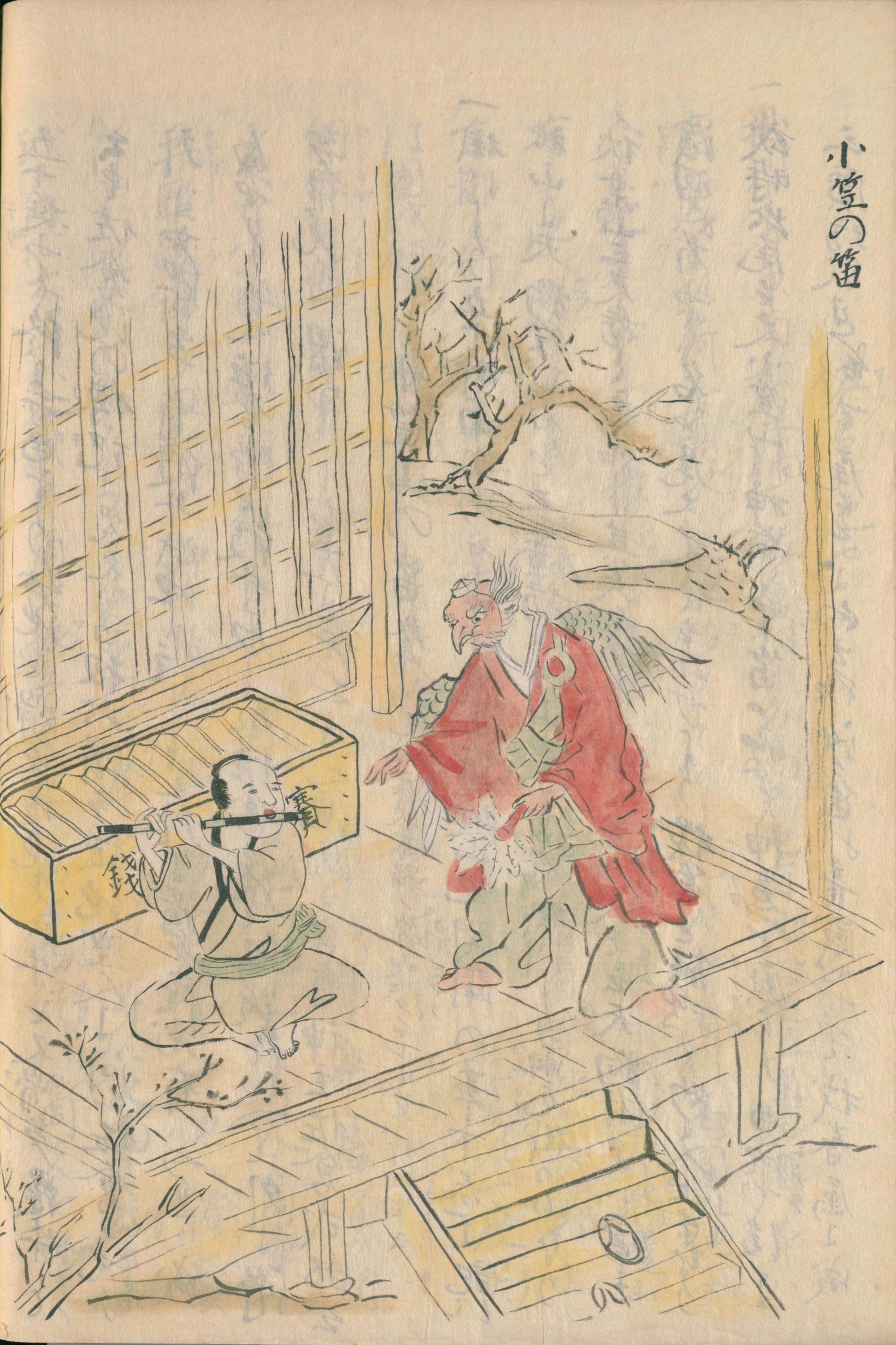
多聞天の伝承を描いた江戸時代の彩色画（「小笠の笛」藤長庚編集『遠江古蹟圖會』1803年。国立国会図書館蔵）。遠江国山名郡柴村の河村小太夫（左）が小笠神社で笛を吹いていると、天狗の三広坊（右）が現れる。三広坊に勧められ、小太夫は天狗の修行を積むことになり、やがて多聞天となった

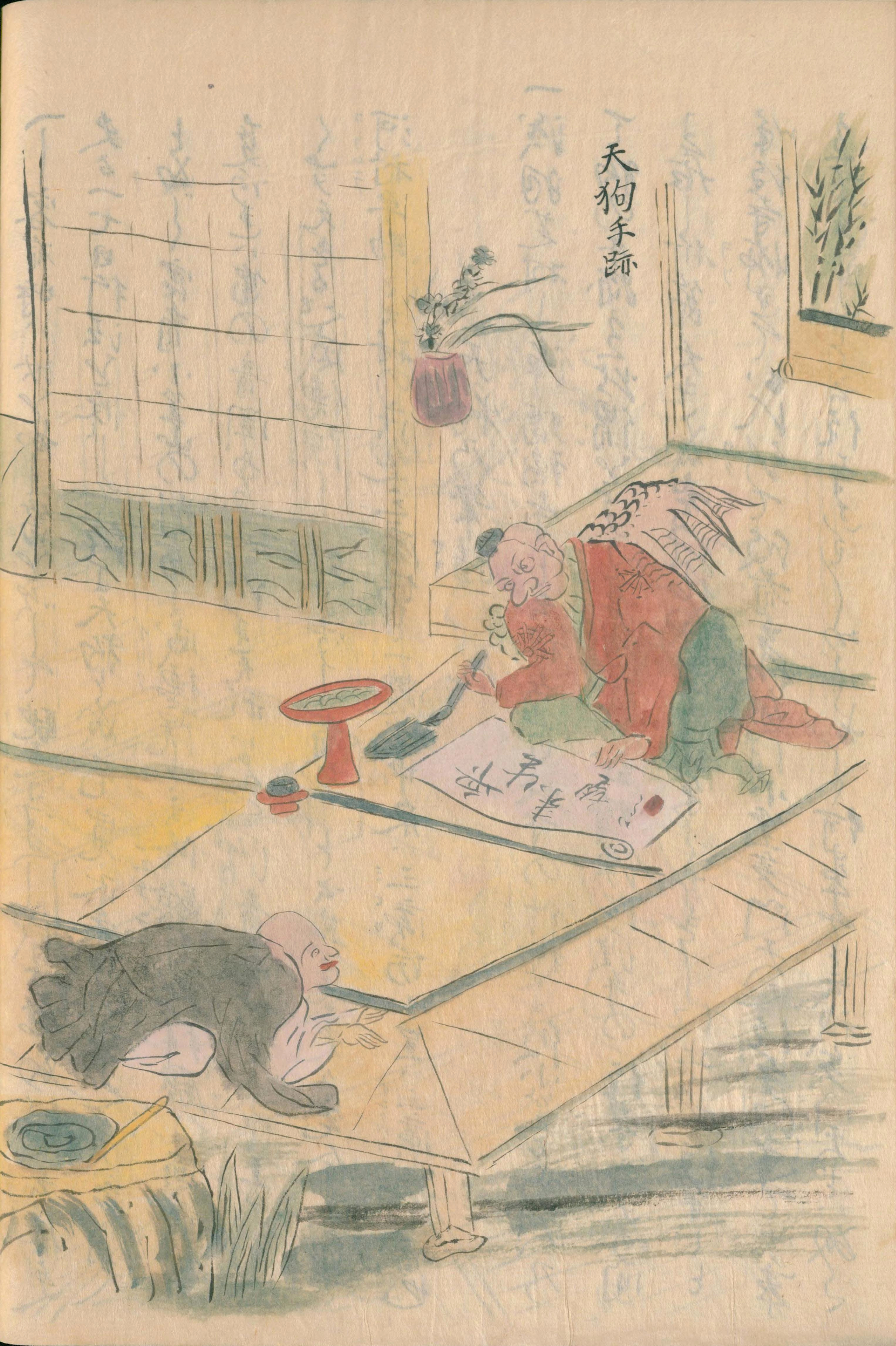
多聞天の伝承を描いた江戸時代の彩色画（「天狗手跡」藤長庚編集『遠江古蹟圖會』1803年。国立国会図書館蔵）。天狗の多聞天（奥）が遠江国山名郡柴村の浄瑠璃寺を訪れ書を認めている

- 1889年（明治22年）4月1日 - 町村制の施行により浅羽村、豊住村、浅名村、諸井村が合併して山名郡上浅羽村が発足。
- 1896年（明治29年）4月1日 - 郡制の施行により所属郡が磐田郡に変更。
- 1955年（昭和30年）3月31日 - 幸浦村・東浅羽村・西浅羽村と合併して浅羽村が発足。同日上浅羽村廃止。

## 交通

### 鉄道路線
- 静岡鉄道
  - 駿遠線
    - 浅名駅 - 芝駅 - 諸井駅